# Новосверженский сельсовет
Новосверженский сельсовет (бел. Навасве́ржанскі сельсавет) — административная единица на территории Столбцовского района Минской области Республики Беларусь.

## Географическое положение
Административный центр сельсовета — Новый Свержень располагается на автодороге Р-54 Першаи — Несвиж в 70 км от областного центра города Минска, в 5 км от районного центра — города Столбцы, в 25 км от города Несвиж и г.п. Мир.

## История
Новосверженский сельский Совет образован в 1940 году.

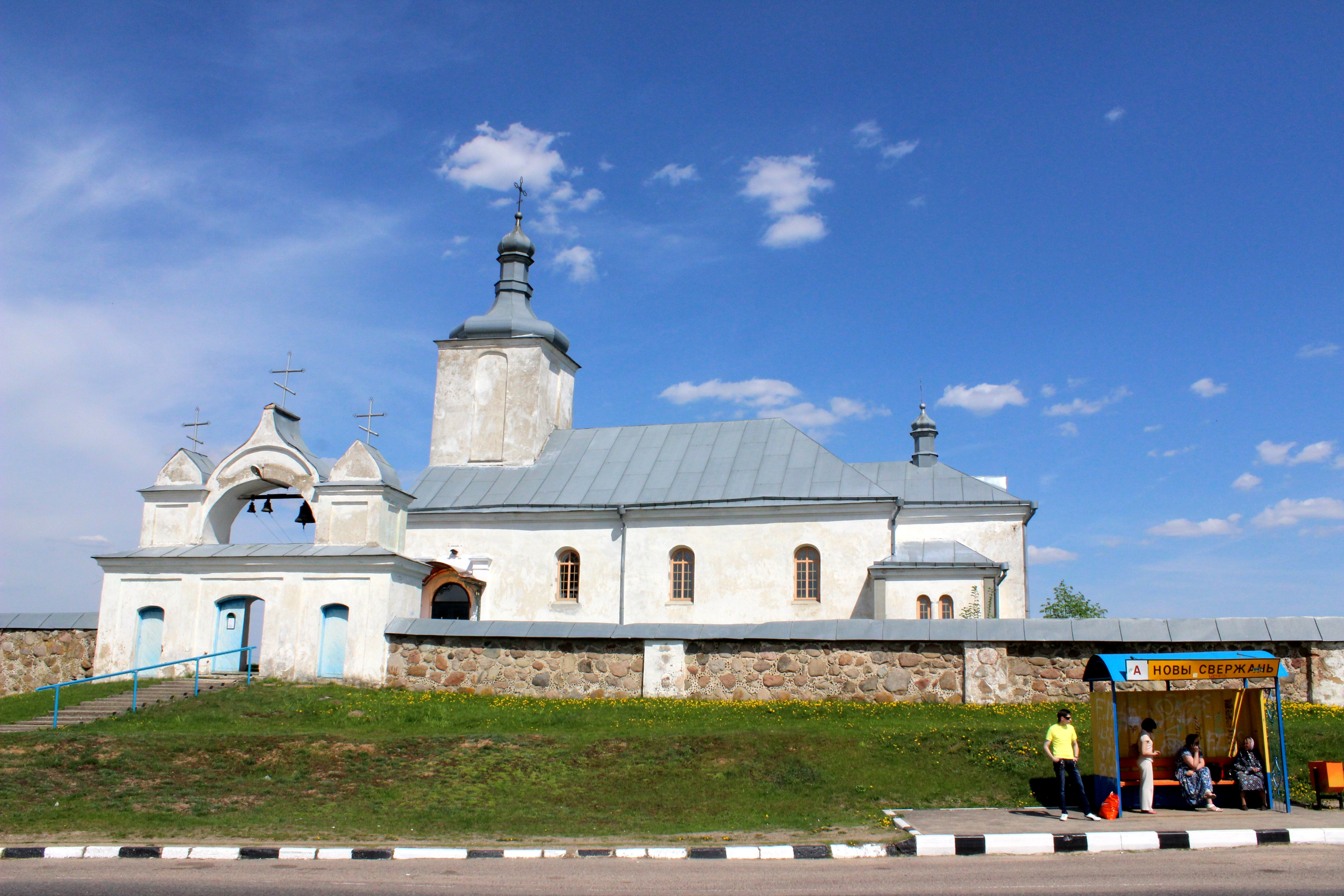
Деревня Новый Свержень, центр сельсовета. Церковь Успения Пресвятой Богородицы

## Состав
Новосверженский сельсовет включает 2 населённых пункта:
- Каролина — деревня.
- Новый Свержень — деревня.

Исключенные населённые пункты на территории сельсовета:
- Дрозды — деревня.
- Перетоки — деревня.
- Старый Свержень — агрогородок.

## Производственная сфера
- ОАО «Столбцовский райагросервис»
- РУП «Новосверженский лесозавод»
- Нижний склад Клетищенского производственного участка Узденского лесопункта ОАО «Молодечнолес»
- ЧУП «Зелёная сеть»
- ЧУП «Медведь тайги»
- ООО «Эдельвейс»

## Социально-культурная сфера
- Учреждения образования и дошкольные учреждения: ГУО «Новосверженские ясли-сад», ГУО «Новосверженская средняя школа», ГУО «Столбцовская общеобразовательная вспомогательная школа-интернат»(упразднен)
- Медицинское обслуживание осуществляется Новосверженской амбулаторией
- Учреждения культуры и спорта: Новосверженский центральный дом культуры, Новосверженская библиотека

## Памятные места
- Памятный знак в честь освобождения города Столбцы от немецко-фашистских захватчиков в д. Новый Свержень
- Памятник погибшим в годы Великой Отечественной войны
- Место массового захоронения узников еврейского гетто в 1,5 км восточнее д. Новый Свержень (воинское захоронение № 6402")

## Достопримечательности
- Церковь Успения Пресвятой Богородицы в д. Новый Свержень, основана в 1500 году. Архитектор: Ян Бернардони. Церковь с воротами и оградой является памятником архитектуры и относится к историко-культурным ценностям[1][2].
- Костёл Святых Петра и Павла в деревне Новый Свержень, основан в 1588 году. Архитектор: Ян Бернардони.Костёл с оградой является памятником архитектуры и относится к историко-культурным ценностям[3][4].
- Здание старой мельницы на реке Жатеревка. В XIX — начале XX века принадлежало Радзивиллам. Является памятником архитектуры и относится к историко-культурным ценностям[5][6]. Здание мельницы реконструируется. В 2013 году планируется открытие центра отдыха.

## Туризм и отдых
- Детский оздоровительный лагерь «Теремок» Минского моторного завода